# Babice u Říčan

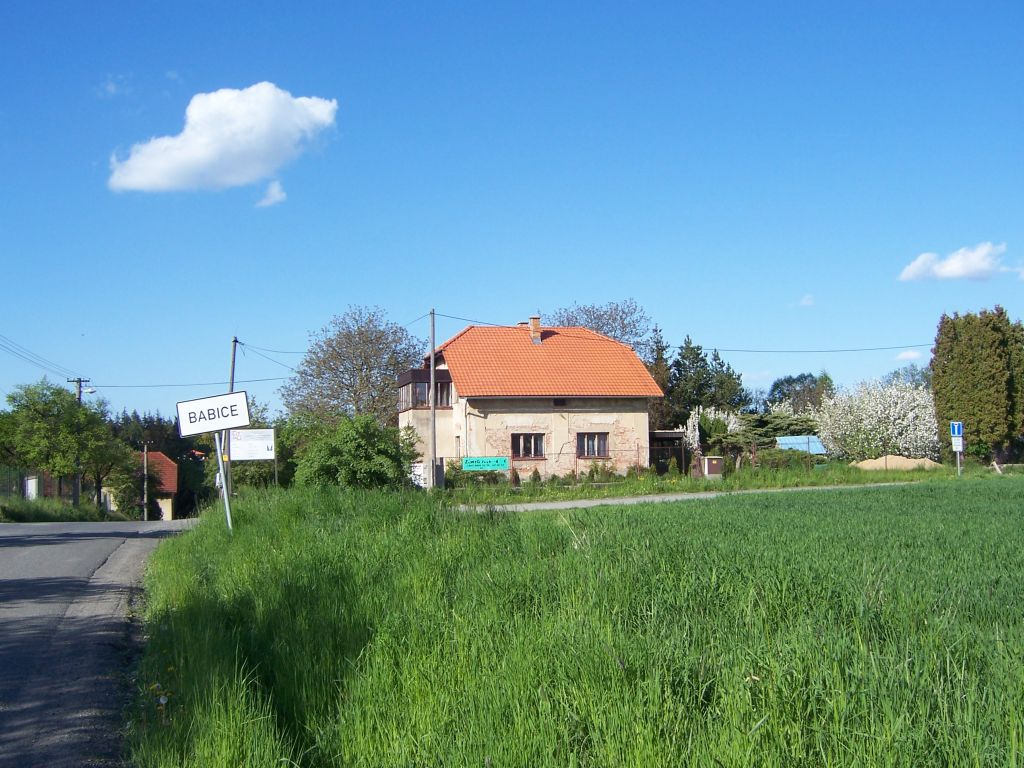
Babice (2008)

Babice (deutsch Babitz) ist eine Gemeinde in Tschechien. Sie befindet sich in der Nähe von Prag.

## Geographie
Babice ist 2,5 Kilometer von der Prager Stadtgrenze entfernt. Babice grenzt an Říčany im Westen, an Březí u Říčan im Nordwesten, an Škvorec im Norden, an Doubek im Nordosten, an Mukařov u Říčan im Osten und an Tehovec im Süden. Südlich von Babice verläuft die Silnice I/2. Auch mehrere Bushaltestellen tragen zur Anbindung des Dorfs bei.
In Babice fließt die Výmola sowie der Dobročovický potok.

## Geschichte
1381 wurde Babice erstmals urkundlich erwähnt, die Gründung des Dorfs fand wahrscheinlich bereits im 13. Jahrhundert statt. Im 18. Jahrhundert gab es im Ort einen Adelshof, eine Brennerei sowie eine Gaststätte. Zu dieser Zeit wurde auch eine örtliche Schule mit zwei Klassen eingerichtet, die auch Kinder aus umliegenden Dörfern unterrichtete.
In den 1920er Jahren wurde Babice als Erholungsort für untere Schichten der Prager Gesellschaft prominent. Mit dem Ende des Zweiten Weltkriegs gewann auch die örtliche Landwirtschaft an Bedeutung. Es gab nun auch einen Supermarkt und eine Fleischerei. Es zogen allerdings auch viele Bürger nach Říčany und Prag, womit die Einwohnerzahl von Babice langsam abnahm. Die Schule, die Gaststätte, die Geschäfte und viele andere Einrichtungen mussten geschlossen werden, lediglich ein Restaurant verblieb. Ab den 1990er Jahren wuchs das Dorf wieder und neue Einrichtungen wurden geschaffen. Am 21. September 2005 erhielt die Gemeinde ihr Wappen.

## Ortsteile
- Babice

## Bevölkerungsentwicklung
| Jahr      | 1869 | 1880 | 1890 | 1900 | 1910 | 1921 | 1930 | 1950 | 1961 | 1970 | 1980 | 1991 | 2001 | 2011 | 2021 |
| --------- | ---- | ---- | ---- | ---- | ---- | ---- | ---- | ---- | ---- | ---- | ---- | ---- | ---- | ---- | ---- |
| Einwohner | 452  | 471  | 462  | 394  | 437  | 444  | 391  | 361  | 248  | 288  | 236  | 186  | 264  | 843  | 1415 |